# Mellingeholms flygplats
Mellingeholms flygplats numera Norrtälje Roslagens Flygplats är en flygplats som ägs av Roslagens Flygklubb och dess helägda aktiebolag Mellingeholm Flygplats AB på kommunal mark söder om Norrtälje.

## Bakgrund
Flygplatsen är sedan stängningen av Barkarby flygplats den enda flygplatsen med asfalterad start- och landningsbana i Stockholms län utöver storflygplatserna Bromma och Arlanda. År 2009 började Kommunförbundet Stockholms län undersöka nya alternativ till allmänflyg i Stockholms län. Kommunförbundet sökte ett nordligt och ett sydligt alternativ, där Mellingeholm pekades ut som den nordligaste. 
Sjöfartsverkets helikopterverksamhet har en flygbas på Mellingeholms flygplats för en av landets sju SAR-helikoptrar. Mellingeholm är också från september 2017 bas för Stockholmsregionens ambulanshelikoptertjänst. Fältet hyser också Roslagens flygklubb och två flygskolor en för fix-wing och en för helikopter. Ett 15-tal flygplan är baserade på flygplatsen i fyra hangarer. Dessutom finns Roslagens Helikopterflyg och helikopterflygskolan Proflight Nordic på Flygplatsen.